# Schorstedt
Schorstedt ist ein Ortsteil und eine Ortschaft der Stadt Bismark (Altmark) im Landkreis Stendal in Sachsen-Anhalt (Deutschland).

## Geographie

### Lage
Schorstedt, ein Straßendorf mit Kirche, liegt zwischen Bismark (Altmark) und Osterburg (Altmark), etwa 20 km nordwestlich von Stendal in der Altmark. Der Süden der Gemarkung wird vom Waldgebiet Blasebalg geprägt.
Nachbarorte sind Dobberkau und Möllenbeck im Westen, Wollenrade im Norden, Grävenitz im Nordosten und Schartau im Südosten.

### Ortschaftsgliederung
Zur Ortschaft Schorstedt gehören die Ortsteile Schorstedt und Grävenitz.

## Geschichte

### Mittelalter bis Neuzeit
Der Ort entstand in der ersten altmärkischen Siedlungswelle, so um das Jahr 300. Zum von deutschen Bauern bewohnten Straßendorf kam um das Jahr 800 ein slawisch-wendischer Teil im Westen des Ortes hinzu.
Das Dorf wurde im Jahr 1287 erstmals erwähnt als villa Scazstede, als die Markgrafen Otto und Konrad dem Domstift in Stendal mehrere Stiftungen bestätigten. 1353 hieß es in deme dorpe tu scazstede. Im Landbuch der Mark Brandenburg von 1375 wird das Dorf als Schardstede mit 61 Hufen und einer Mühle aufgeführt. Es gehörte den Stendaler Bürgern Johannes Rinow und Hardekop, die es von den von Alvensleben auf Kalbe als Alterlehen hatten. Weitere Nennungen sind 1435 Schatstede, 1541 Schadstedt und 1687 Schorstedt.
Aus dem Jahr 1756 ist eine Dorfordnung für Schorstedt überliefert. Andere Autoren berichten über eine Ordnung aus dem Jahr 1686.
Im Zweiten Weltkrieg arbeiteten polnische und französische Kriegsgefangene in Schorstedt in der Landwirtschaft. 1981 veröffentlichte Gustave Folcher, der von 1939 bis 1945 als französischer Kriegsgefangener in Schorstedt war, Auszüge aus seinem Kriegstagebuch, in denen er das dörfliche Leben der Zeit in der Altmark detailgetreu schildert, unter anderem auch eine Hasenjagd im Jahr 1943. Die 1996 veröffentlichte englische Übersetzung war in Großbritannien sehr erfolgreich. Auszüge in deutsche Sprache wurden 2007 veröffentlicht.

### Herkunft des Ortsnamens
Abgeleitet vom altdeutschen „scara“ oder „scar“ könnte der Name folgende Bedeutungen haben: „Stätte des Schutzes“, „Pfingstätte“ oder „Herrstätte“.

### Archäologie
Im Jahre 1906 waren bereits mäanderverzierte Fußurnen aus Schorstedt bekannt. 1936 überließ der Bauer Beckmann aus Schorstedt dem Altmärkischen Museum Urnen. Franz Kuchenbuch beschrieb 1938 eine weitmundige Schale aus spätrömischer Zeit aus einem Urnen-Gräberfeld, deren Verbleib unbekannt ist.
1947 wurde mitgeteilt, dass früher Brandgräber am Galgenberg und beim Eisenbahnbau Peulingen-Bismark gefunden worden seien, über deren Verbleib nichts bekannt ist. Es wurde von der Besichtigung einer stark zerstörten Wallanlage am Südrand des Dorfes berichtet. Die West-, Süd- und Südostseite der Dorflage war von einem Langwall umgeben, der jetzt nur noch in undeutlichen Resten zu erkennen ist.
Paul Grimm berichtete 1955 von einem künstlicher Hügel namens „Silberberg“, im 19. Jahrhundert „Güldene Wiege“ genannt. Er liegt auf dem Ende einer niedrigen nach Südwesten in der sumpfigen Bachaue vorspringenden Erhöhung. Die Form des Hügels ist durch moderne Störungen so verändert, dass nicht mehr entschieden werden kann, ob es sich um einen Burghügel oder einen Grabhügel handelt. Andere berichten von einem stark eingeebneten Burgwall.

### Eingemeindungen
Ursprünglich gehörte das Dorf zum Stendalischen Kreis der Mark Brandenburg in der Altmark. Zwischen 1807 und 1813 lag der Ort im Kanton Schinne auf dem Territorium des napoleonischen Königreichs Westphalen. Ab 1816 gehörte die Gemeinde zum Landkreis Stendal.
Am 25. Juli 1952 kam die Gemeinde Schorstedt zum Kreis Stendal. Ab dessen Auflösung am 1. Juli 1994 gehörte sie zum heutigen Landkreis Stendal.
Bis zum 31. Dezember 2009 war Schorstedt eine selbstständige Gemeinde mit dem zugehörigen Ortsteil Grävenitz.
Der Gemeinderat der Gemeinde Schorstedt beschloss am 9. Juni 2009 die Zustimmung zu einem Gebietsänderungsvertrag, wodurch ihre Gemeinde aufgelöst und Teil einer neuen Einheitsgemeinde mit dem Namen Stadt Bismark (Altmark) wurde. Dieser Vertrag wurde vom Landkreis als unterer Kommunalaufsichtsbehörde genehmigt und trat am 1. Januar 2010 in Kraft.
In Schorstedt wurde ein Ortschaftsrat mit fünf Mitgliedern einschließlich Ortsbürgermeister gebildet.

### Einwohnerentwicklung

#### Gemeinde
| Jahr | Einwohner |
| ---- | --------- |
| 1734 | 157       |
| 1772 | 157       |
| 1790 | 146       |
| 1798 | 199       |
| 1801 | 190       |
| 1818 | 176       |
| 1840 | 209       |
| 1864 | 267       |
| 1871 | 274       |
| 1885 | 262       |

| Jahr | Einwohner |
| ---- | --------- |
| 1892 | [0]249    |
| 1895 | 248       |
| 1900 | [0]241    |
| 1905 | 264       |
| 1910 | [0]263    |
| 1925 | 279       |
| 1939 | 241       |
| 1946 | 418       |
| 1964 | 267       |
| 1971 | 276       |

| Jahr | Einwohner |
| ---- | --------- |
| 1981 | 384       |
| 1985 | [00]358   |
| 1990 | [00]325   |
| 1993 | 318       |
| 1995 | [00]337   |
| 2000 | [00]313   |
| 2004 | [00]310   |
| 2006 | [00]297   |
| 2008 | [00]271   |
| 2009 | [00]281   |

Quelle, wenn nicht angegeben, bis 1993:

#### Ortsteil
| Jahr | Einwohner |
| ---- | --------- |
| 2010 | [00]181   |
| 2020 | [00]175   |
| 2021 | [00]176   |
| 2022 | [0]173    |
| 2023 | [0]172    |

## Religion
Die evangelische Kirchengemeinde Schorstedt, die früher zur Pfarrei Schorstedt bei Bismark gehörte, wird heute betreut vom Pfarrbereich Osterburg im Kirchenkreis Stendal im Bischofssprengel Magdeburg der Evangelischen Kirche in Mitteldeutschland. Die ältesten überlieferten Kirchenbücher für Schorstedt stammen aus dem Jahre 1687.
Die katholischen Christen gehören zur Pfarrei St. Anna in Stendal im Dekanat Stendal im Bistum Magdeburg.

## Politik

### Ortsbürgermeister
Ortsbürgermeister der Ortschaft Schorstedt ist seit November 2015 Thomas Stölzer.
Die letzte Bürgermeisterin der Gemeinde Schorstedt war Roswitha Schmalenberg.

### Ortschaftsrat
Bei der Ortschaftsratswahl am 9. Juni 2024 errang Wählergemeinschaft Schorstedt alle 5 Sitze, genauso wie bei der Wahl im Jahre 2019.
Es wurden zwei Frauen gewählt, die beide zusammen 54 % der Stimmen erreichten. Von 209 Wahlberechtigten hatten 133 ihre Stimme abgegeben, die Wahlbeteiligung betrug damit 63,64 Prozent.

## Kultur und Sehenswürdigkeiten
- Die evangelische Dorfkirche Schorstedt ist ein romanischer Feldsteinbau mit dreiteiligem Grundriss aus ersten Hälfte des 13. Jahrhunderts. Im 18. Jahrhundert wurde an den Giebel nachträglich ein quadratischer Fachwerkturm mit Spitzhelm angebaut.[33]
- In Schorstedt gibt es eine funktionstüchtige historische Motormühle aus dem Jahr 1902 als technisches Museum.[13]

## Das Gespenst zu Schorstedt
Von 1643 bis Januar 1644 trieb ein mutmaßliches Gespenst auf dem Anwesen des Bauern Joachim Sandmann in Schorstedt sein Unwesen. Es polterte, warf heiße Steine umher, in Speisen wurden Lehmklöße und Ziegelsteinchen geworfen. Für den Teufel wollte der Geist nicht gehalten werden. Bei der Untersuchung durch den Stendaler Superintendenten Johannes Strahl, veranlasst durch den preußischen König Friedrich Wilhelm, wurde der Geistliche von Läusen befallen. Er ließ sich dadurch nicht beirren und empfahl dem Bauern, seine Magd, die Tochter des örtlichen Küsters, der ihm feindlich gesinnt war, zu entlassen. Das beendete den Spuk.
Johann Georg Theodor Grässe führt die Geschichte 1868 in einem Sagenbuch auf. Der Stendaler Domprediger Johannes Strahl hatte 1644 eine Predigt über das Gespenst zu Schorstedt gehalten, die er 1644 in den Druck gab. Christian Scriver, sein Schwiegersohn, berichtete 1695 einige Details dazu. Der Pfarrer Kahlbau aus Ostheeren verarbeitete den Stoff 1845 zu einer Erzählung. Hanns H. F. Schmidt erzählte die Geschichte 1994 stark abgewandelt nach als „Der Schorstedter Teufel und seine Magd“.

## Verkehr
Schorstedt liegt an der Landstraße von Bismark (Altmark) nach Osterburg (Altmark), die Bundesstraße 189 ist etwa neun Kilometer entfernt. Schorstedt war bis 1950 Unterwegsstation an der Bahnstrecke Peulingen–Bismark. Seit der Einstellung der Kleinbahn befindet sich der nächstgelegene Bahnhof im acht Kilometer entfernten Hohenwulsch (Bahnstrecke Stendal–Uelzen).
Es verkehren Linienbusse und Rufbusse von stendalbus.

## Vereine
In Schorstedt spielen Pferdesport und Motocross (Austragung von Landesmeisterschaften) eine wichtige Rolle.
Beim SV Schorstedt wird seit 1953 Tischtennis gespielt. In der Saison 2014/2015 nahmen sieben Mannschaften am Punktspielbetrieb teil, davon drei Nachwuchsmannschaften. Die erste Mannschaft spielte nach vier Aufstiegen in sechs Jahren in der Saison 2014/2015 erstmals in der Kreisoberliga.